# 小笠原安勝
小笠原 安勝（おがさわら やすかつ）は、戦国時代から安土桃山時代の武将。徳川家康の家臣。

## 生涯
三河国幡豆郡の国人である小笠原安元の三男。父兄とともに徳川家康に仕え、自身は側近として近侍した。永禄12年（1569年）掛川城の戦いでは敵兵と直に槍を合わせる活躍をし、以降小谷城の戦い、長篠の戦い、小牧・長久手の戦いなどに従軍して功績があった。
天正18年（1590年）家康が関東に移封されると、武蔵国入間郡田中450石余に移り、文禄3年（1595年）には亡父安元を同郡沢に改葬し、少林寺3世の天海盛呑を招いて天岑寺を建立している。後に知行高は490石となり、以後幕末まで子孫は旗本として同地を知行した。
寛永年間に致仕して家督を子の安村に譲り、寛永18年（1641年）に92歳で死去。